# Huron Central Railway
Huron Central Railway (HCRY) è una società ferroviaria, con sede a Sault Sainte Marie, in Ontario, controllata dalla Genesee & Wyoming Canada, facente parte a sua volta del gruppo Genesee & Wyoming; opera un servizio di trasporto merci sulla linea ferroviaria Sudbury-Sault Sainte Marie, presa in noleggio dalla Canadian Pacific Railway (CPR).
Huron Central Railway fu creata nel luglio 1997 per operare trasporto di merci tra Sudbury e Sault Ste Marie, Ontario. I contratti di locazione comprendono 292 dei 300 km della linea CPR. Fa eccezione l'ultimo tratto di 8 km e i 5 km della diramazione Domtar a sud-ovest di Webbwood. La proprietaria CPR mantiene i diritti di transito sui circa 35 km di linea all'estremità orientale.
Il traffico, solo merci, prevede un treno giornaliero sei giorni alla settimana tra i due punti finali, un treno da Sudbury di mattina per Espanola e ritorno. L'80% del traffico merci è costituito da rotoli di lamiere di acciaio prodotto dall'Algoma a Sault Ste Marie e prodotti da e per la cartiera Domtar di Espanola. Altre merci trasportate sono legnami e loro derivati, prodotti chimici per l'industria siderurgica, carta e merci varie. 
Nel 2008, la ferrovia gestiva 16.000 vagoni carichi l'anno. Il carico dei carri è diminuito negli anni successivi.
A causa del precario stato di manutenzione della linea ferroviaria, nel 2006, la Huron Central chiese al governo dell'Ontario lo stanziamento di fondi per il risanamento dei binari ma senza esito. Nell'aprile 2009, Genesee & Wyoming avvertì che a causa del deterioramento dei binari e il conseguente aumento dei costi operativi sarebbe stata costretta a chiudere la ferrovia; e il 15 giugno 2009 annunciò che avrebbe interrotto le operazioni della ferrovia in ottobre licenziando 45 persone anche perché, a causa della recessione economica, si erano ridotti i carichi di quasi il 50% rispetto all'anno precedente e la linea era divenuta passiva..
Una serie di negoziati tra Huron Central, il Consiglio Cittadino di Sault Ste Marie, la Essar Steel Algoma e la Domtar, al fine di mantenere aperta la linea ferroviaria, portarono a un accordo provvisorio di stanziamento di 15,9 milioni di dollari USA per coprire le spese operative e mantenere il servizio fino al 15 agosto 2010.
Il 24 settembre 2010, fu annunciato che sarebbero stati stanziati ulteriori 33 milioni di dollari per il risanamento della ferrovia, dei quali 3 milioni da Genesee & Wyoming e i restanti 30 divisi a metà tra i governi provinciali e federali. I lavori di rinnovamento dell'infrastruttura iniziarono il 10 agosto 2011; nell'occasione vari rappresentanti delle istituzioni dichiararono: "la linea ferroviaria che collega Sudbury a Sault Ste. Marie è una componente significativa della rete di trasporto nel Nord Ontario. Fornisce accesso ferroviario merci diretto a almeno 26 comunità e First Nations e l'accesso ferroviario indiretto a numerose altre comunità del Nordest Ontario (omissis). Migliorare la linea ferroviaria garantirà benefici ambientali a lungo termine, riducendo il traffico di camion e la sicurezza a lungo termine sulla linea esistente".
I lavori furono suddivisi in varie sezioni ed erano ancora in corso nell'estate del 2012.
Il 14 aprile 2014 tre locomotive e un carro pianale deragliarono probabilmente a causa del collasso delle infrastrutture a circa 3 km dal centro di Nairn; nessuno rimase ferito ma il gasolio versato dalle locomotive inquinò la falda acquifera e la fornitura di acqua potabile per la piccola comunità.